# Bactrocera connexa
Bactrocera connexa är en tvåvingeart som först beskrevs av Hardy 1982.  Bactrocera connexa ingår i släktet Bactrocera och familjen borrflugor. Inga underarter finns listade.